# سوکه‌هیرو تومیتا
سوکه‌هیرو تومیتا (انگلیسی: Sukehiro Tomita؛ زادهٔ ۱۴ آوریل ۱۹۴۸) فیلم‌نامه‌نویس، و رمان‌نویس اهل ژاپن است.